# Лиаклев, Рейдар
Рейдар Кристофер Лиаклев (норв.  Reidar Kristofer Liaklev; 15 июля 1917, Ярен, Гран — 1 марта 2006, Ярен, Гран) — норвежский конькобежец, Олимпийский чемпион.
Перед второй мировой войной Рейдар Лиаклев был одним из лучших среди молодых норвежских конькобежцев. Он был одним из самых перспективных стайеров в мире. Но вторая мировая война помешала его карьере.
В 1947 году Лиаклев выиграл золотую медаль чемпиона мира на дистанции 10000 метров. На дистанции 5000 метров он был третьим, а в многоборье — четвёртым.
В 1948 году на Зимних Олимпийских играх в Санкт-Морице Рейдар Лиаклев выиграл золотую медаль на дистанции 5.000 метров (время 8:29,4). Лиаклев также бежал дистанцию 10000 метров, но не закончил дистанцию из-за проблем с дыханием на высокогорье.
В 1948 году в Хамаре он также стал чемпионом Европы в конькобежном многоборье, набрав сумму 198,078.
В 1950 году на чемпионате Европы в Хельсинки он завоевал серебряную медаль в многоборье.
Рейдар Лиаклев был чемпионом Норвегии в многоборье в 1949 году, серебряным призёром в 1948 году и бронзовым призёром в 1950 году.
Рейдар Лиаклев работал почтальоном в своём родном городе Ярен. Он был также известным в своём городе пасечником.

## Лучшие результаты
Лучшие результаты Рейдара Лиаклева на отдельных дистанциях:
- 500 метров — 44,00 (5 февраля 1949 года, Давос)
- 1000 метров — 1:34,50 (7 марта 1949 года, Хамар)
- 1500 метров — 2:16,60 (6 февраля 1949 года, Давос)
- 3000 метров — 4:58,00 (23 февраля 1950 года)
- 5000 метров — 8:18,00 (25 февраля 1950 года, Йёвик)
- 10000 метров — 17:24,90 (15 февраля 1948 года, Хамар)